# Atrichopogon nigrithoracius
Atrichopogon nigrithoracius är en tvåvingeart som beskrevs av Tokunaga 1959. Atrichopogon nigrithoracius ingår i släktet Atrichopogon och familjen svidknott. Inga underarter finns listade i Catalogue of Life.